# Gare de Schönefeld bei Berlin
La gare de Schönefeld bei Berlin (en allemand : Bahnhof Schönefeld (bei Berlin)) est une gare ferroviaire allemande. Elle est située à Schönefeld, dans le Brandebourg, à proximité de l'ancien aéroport de Berlin-Schönefeld et à quelques kilomètres de la limite de Berlin.

## Situation ferroviaire
La gare est située sur la ligne de la croix de Grünau à l'aéroport de Berlin (de), entre la gare de Berlin-Grünbergallee et la nouvelle gare de Waßmannsdorf (de), et sur la ligne de la grande ceinture de Berlin entre l'ancienne gare de Waßmannsdorf et celle de Berlin-Eichgestell.

## Histoire
La gare est construite au début de la RDA en 150 jours sur la ligne de la grande ceinture de Berlin et mise en service le 10 juillet 1951. Le 26 février 1962, un quai additionnel voit le jour et la gare est desservie par le S-Bahn de Berlin.
Appelée à l'origine gare de Schönefeld (bei Berlin), elle est renommée gare de l'aéroport central de Schönefeld (en allemand : Bahnhof Zentralflughafen Schönefeld) en 1962 à la suite de la mise en service des quais du S-Bahn, et puis gare de l'aéroport central de Berlin-Schönefeld (en allemand : Bahnhof Zentralflughafen Berlin-Schönefeld) le 15 juin, avant devenir la gare de l'aéroport de Berlin-Schönefeld (en allemand : Bahnhof Flughafen Berlin-Schönefeld) en 1976. Elle prend le nom de gare de l'aéroport de Berlin - Terminal 5 (Schönefeld) (en allemand : Bahnhof Flughafen BER – Terminal 5 (Schönefeld)) le 25 octobre 2020, peu de temps avant la fermeture de l'aéroport de Berlin-Schönefeld et son intégration au sein du nouvel aéroport Willy-Brandt dont il devient le terminal 5. Le lendemain, le S-Bahn est prolongé jusqu'à la nouvelle gare de l'aéroport de Berlin et celle de Schönefeld devient une gare de passage.
Jusqu'en octobre 2020, elle était également desservie par les lignes régionales : RE7 Dessau – Bad Belzig – Michendorf – Berlin – Aéroport de Berlin-Schönefeld – Wünsdorf-Waldstadt' ; RB14 Nauen – Falkensee – Berlin – Aéroport de Berlin-Schönefeld ; et RB22 Berlin – Potsdam – Golm – Saarmund – Aéroport de Berlin-Schönefeld - Königs Wusterhausen.
À la suite de la fermeture du terminal 5 de l'aéroport Willy-Brandt en novembre 2022, la gare ne dessert plus d'aéroport et reprend son nom original le 10 décembre 2023.

## Service des voyageurs

### Accueil
C'est une gare de catégorie 3.

### Desserte
La gare est desservie par les trains circulants sur les lignes 9 et 45 du S-Bahn de Berlin, à hauteur d'un train toutes les vingt minutes pour chaque ligne, sauf lors du service de nuit du week-end où un train toutes les trente minutes par ligne circule,.

### Intermodalité
La gare est desservie par les lignes de bus 163, 164, 171, N7, N7X et N60 de la BVG et 744 de la Regionale Verkehrsgesellschaft Dahme-Spreewald.